# Santa Margarida de Cabagés
Santa Margarida de Cabagés és una església romànica de Vidrà (Osona) inclosa a l'Inventari del Patrimoni Arquitectònic de Catalunya.

## Descripció
Santa Margarida de Cabagés està situada a dalt d'un turonet al costat del camí que porta a la Coma i al Coll de Cristòfol. Capella romànica del segle xii, d'una sola nau allargada, acabada amb un absis desviat respecte a l'eix de la nau. La coberta és de volta de canó a la nau i de volta de quart d'esfera a l'absis on s'hi obra una finestra de doble esqueixada. Té un petit portal d'arc de mig punt amb dovelles i una finestreta al mur de migdia. El mur de tramuntana és reforçat per dos contraforts. La coberta exterior és feta amb lloses de pedra. La façana de ponent està coronada per un petit campanar d'espadanya d'un sol ull.

## Història
Documentada des del 1123, actuà com a parròquia independent fins al segle xiv, quan passà a ser sufragània de Vidrà. A mitjans del segle xviii fou substituïda, a la pràctica, per Santa Llúcia de Ciuret. Després d'uns anys d'abandonament, ha estat restaurada el 1947 i oberta de nou al culte (la clau és el mas Pujol).